# ストラデッラ
ストラデッラ（伊: Stradella）は、イタリア共和国ロンバルディア州パヴィーア県にある、人口約12,000人の基礎自治体（コムーネ）。

## 地理

### 位置・広がり

#### 隣接コムーネ
隣接するコムーネは以下の通り。
- アレーナ・ポー
- ブローニ
- カンネート・パヴェーゼ
- モントゥ・ベッカリーア
- ポルタルベラ
- サン・チプリアーノ・ポー
- スペッサ
- ゼネヴレード

### 気候分類・地震分類
気候分類では、zona E, 2619 GGに分類される。
また、イタリアの地震リスク階級 (it) では、zona 3 (sismicità bassa) に分類される
。

## 行政

### 分離集落
ストラデッラには、以下の分離集落（フラツィオーネ）がある。
- Boccazza, Casa Agati, Casa Berni, Casamassimini, Cassinello, Colombetta-Piane, Montebruciato, Orzoni, Plessa, Santa Croce, Santa Maria, Sant'Antonio, Solinga, Torre Sacchetti, Valle Muto